# Lineamento Patos

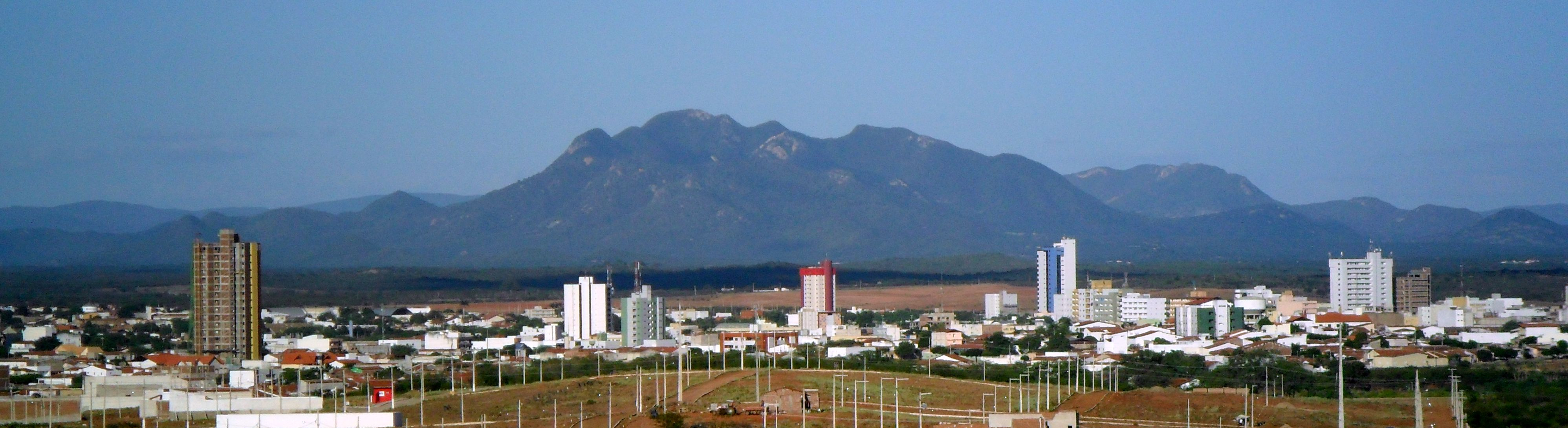
Vista do Lineamento Patos em Patos, PB.

O Lineamento Patos é a denominação geológica de uma cadeia de montanhas, de direção leste-oeste localizada no Nordeste do Brasil. É interpretado pela geotectônica como uma zona de cisalhamento transcorrente de 600 km de extensão e 30 km de largura, sendo uma das principais estruturas geológicas da Província Borborema. 
Foi sobre suas estruturas que, entre o Siluriano e o Cretáceo, se desenvolveu a Bacia do Araripe, área de importância paleontológica de reconhecimento mundial.

## Estratigrafia
| Setor        | Domínio                           | Arqueano                       | Paleoproterozóico                           | Mesoproterozóico                          | Neoproterozóico             | Granitóides                                                        |
| Setentrional | Orós Jaguaribe (Ceará, Paraíba)   | -                              | Complexo Jaguaretama                        | -                                         | Martinópole e Ubajara?      | Corpo Pereiro e Corpo Campos Salles-Assaré                         |
| Setentrional | São José do Campestre (paraíba)   | Complexo São José do Campestre | Complexo Serrinha, João Câmara e Santa Cruz | -                                         | Grupo Seridó                | -                                                                  |
| Setentrional | Granjeiro (paraíba)               | Complexo Granjeiro             | Complexo Caicó, Suíte Várzea Alegre         | -                                         | Grupo Seridó                | -                                                                  |
| Meridional   | Itaizinho (pernambuco)            | -                              | Complexo Itaizinho                          | -                                         | -                           | Corpo Bodocó                                                       |
| Meridional   | Icaiçara (pernambuco)             | -                              | Complexo Parnamirim                         | -                                         | -                           | -                                                                  |
| Meridional   | Cachoeirinha (paraíba)            | -                              | -                                           | -                                         | Grupo Cachoeirinha          | -                                                                  |
| Meridional   | Alto Pajeú (paraíba e pernambuco) | -                              | Complexo Sertania                           | Complexo Salgueiro e Complexo São Caetano | Complexo Granítico Itapetim | Suíte Recando Plútons Texeira Tavares e triúnfo e Plúton Esperança |

Aqui será detalhada a estratigrafia com ênfase nos domínios afetados pelo lineamento Patos.

### Setor Setentrional[2][3][4]
Domínio Orós Jaguaribe: As porções deste domínio afetadas pelo lineamento de Patos aflora principalmente na região sudoeste do Ceará. Este domínio apresenta um embasamento paleoproterozóico que se trata do Complexo Jaguaratama, granitóides anorogênicos paleo a mesoproterozóicos e sequências metavulcano-sedimentares do Gr. Grupo Serra de São José,  deformados pelo Brasiliano. O complexo Jaguaretama encerra ortognaisses bandados e migmatitos de composição granodiorítica-tonalítica e granítica, onde intercalam-se bandas de gnaisses anfibolíticos, anfibólio xistos, augen gnaisses e raramente rochas calcissilicáticas (Geologia da Paraíba). Os granitos anorogênicos pertencem à Suíte Magmática Serra do Deserto que possuem textura porfiroclástica do tipo Augen e matriz de coloração cinza ou esverdeada.
São José do Campestre: As porções deste domínio afetadas pelo Lineamento Patos afloram principalmente na região leste da Paraíba. O embasamento arqueano deste domínio possui idade arqueana e é composto por ortognaisses bandados cinzas de composição tolatítica-trondjemítica-granodiorítica com biotita e hornblenda e ortognaisses, relacionados a zonas de alto strain, de composição granodiorítica-granítica e migmatitos e corpos anfibolíticos subordinados. Além do complexo São José do Campestre, aflora também os complexos Serrinha, João Câmara e Santa Cruz de idade paleoproterozóica. No complexo serrinha, que ocorre bem próximo ao lineamento Patos, associam-se gnaisse-graníticos migmatizados, biotita-hornblenda migmatito com mesossoma de ortognaisse tonalítico-granítico com diques de anfibolito, e  biotita gnaisse trondhjemítico, incluindo leucogranito, granito félsico, ortognaisse tonalítico com granada e rocha calcissilicática. Por sobre as unidades arqueana e paleoproterozóicas ocorre as rochas do grupo Seridó que se constitui de rochas metassedimentares de natureza plataformal marinha e turbidítica profunda subdivididas nas formações Seridó, Equador e Jucurutu.
Granjeiro: Este domínio aflora ao longo do lineamento de patos na região leste do Ceará e oeste da Paraíba.  Essa região possui um embasamento arqueano correlato ao embasamento São José do Campestre e um embasamento paleoproterozóico representado pelo Complexo Caicó e Suíte Várzea Grande. O Complexo Caicó é composto por ortognaisses bandados félsico-máficos, ortognaisses maciços e migmatitos, com intercalações de rochas máficas e supracrustais metassedimentares. O Grupo Seridó também aflora neste domínio e a diferenciação deste com a unidade inferior pode ser muito difícil.

### Setor Meridional[2][3][4]
Itaizinho: Este domínio aflora ao longo do lineamento onde ele passa a ter direção SW-NE na região noroeste de Pernambuco. Neste domínio aflora o complexo Itaizinho, de idade paleoproterozóica, que se trata do embasamento retrabalhado sendo composto por ortognaisses de alto grau metamórfico, de composição granodiorítica a tonalítica, intensamente milonitizados e afetados por cisalhamento dúctil relacionado ao lineamento Pernambuco. além deste complexos ocorre os granitos, granodioritos, dioritos cálcio-alcalinos da Suíte Bodocó (520Ma).
Icaiçara: Este domínio aflora na porção oeste do lineamento de Patos no estado do Pernambuco. Nele afloram rochas de idade paleoproterozóica do complexo Parnamirim composto por gnaisses bandados, anfibolitos, metamafitos e metaultramafitos.
Cachoeirinha: Esta unidade fazia parte da Faixa Piancó-Alto-Brígida juntamente com o domínio Alto Pajeú que foi dividida pela zona de Cisalhamento Serra do Caboclo. O domínio Cachoeirinha é o segundo maior domínio meridional afetado pelo lineamento de Patos e aflora na porção oeste de Pernambuco e da Paraíba. Nele afloram as rochas neoproterozóicas do Grupo Cachoeirinha que, por sua vez,  encerra os metarenitos, filitos, metarritimitos, metagrauvacas, BIFs,metaconglomerados, metavulcanitos félsicos de 660-630 Ma e máficos e metavulcanoclastitos da Formação Serra dos Garrotes e os metaconglomerados, metapelitos, metagrauvacas e quartzitos da formação Serra Olho d’Água.
Alto Pajeú: Este domínio ocorre na porção leste do lineamento de Patos no leste da Paraíba. Nesta região ocorrem rochas paleoproterozóicas do Complexo Sertania que, por sua vez, corresponde a uma unidade metapelítica migmatizada, com contribuições de metavulcânicas máficas. Relacionados ao mesoproterozóico ocorrem também os complexos Salgueiro e São Caetano. O primeiro é predominantemente constituído por paragnaisses claros, micáceos,com predomínio ora de muscovita, ora de biotita. O segundo Complexo é composto por 5 unidades: (A) metavulcânicas básicas, às quais podem estar associadas metavulcânicas ultrabásicas, ácidas e intermediárias, metapelitos, metapsamitos, formações ferríferas bandadas (BIF), metacherts e metamargas; (B) contém rochas vulcânicas e/ou metaplutônicas de composição ácida a intermediária; (C) contém por metapsamitos e metavulcânicas ácidas, com metapelitos e metatufos subordinados e (D) composta predominantemente por metapelitos e metapsamitos muitas vezes em alternâncias rítmicas (metarritmitos), com metagrauvacas e metatufos e (E) ou indivisa que contém litotipos das unidades anteriores.
No Alto Pajeú, também há rochas neoproterozóicas do Complexo Granítico Itapetim, formadas há cerca de 630 milhões de anos atrás durante a Orogênese Brasiliana, constituindo uma intrusão sin-tectônica denominada D3. O complexo se encontra em contato com rochas de diferentes idades. Para o sul e o leste, ele faz contatos com supracrustais e granitos gnáissicos, que são formados por rochas metamórficas antigas do evento Mesoproterozóico Cariris Velhos. A noroeste, ele faz contato com uma faixa de gnaisses de idade Paleoproterozóica, que são rochas metamórficas ainda mais antigas. É rico em monzogranitos porfiríticos, formados a partir de atividades vulcânicas antigas, contendo enclaves de rochas dioríticas, as quais são mais ricas em ferros e magnésio. O monzogranito pode aparecer tanto isolado como distribuído como enxames dentro da rocha.

## Contexto Geotectônico
Os milonitos e migmatitos do Lineamento Patos se desenvolveram no Neoproterozoico Superior após a colisão continental que uniu os cratons Oeste Africano e Congo-Sao Francisco ao escudo da Borborerna-Niqeria. Essas idades foram obtidas através da análise de U-Pb em zircões extraídos de leucossomas encaixados em rochas paleoproterozoicas no lineamento fornecendo idades entre 560 e 570 Ma (J. Archanjo 2013) similares aos anatexitos encontrados em outra região do lineamento.
O lineamento de patos se conecta com a África tendo seu correlato denominado Lineamento Garoua.
O Lineamento Patos e a região adjacente deste foram influenciados por 5 eventos principais responsáveis pela formação do lineamento e dos domínios encontrados, são esses:
1. Arqueano : Primeiro evento magmático responsável pela geração de granitoides TTG.
2. Paleoproterozoico: Primeiro evento metamórfico de fase tangencial conhecida como zona de Cavalgamento Serra de Jabitacá que resultou em um metamorfismo regional. (Ciclo transamazônico), (Fetter 1999, Hasui, 2012).
3. Neoproterozoico: Segundo evento metamórfico e magmático (injeção dos corpos graníticos) gerando milonitos e migmatitos relacionados com o Ciclo Brasiliano de caráter transcorrente que gerou o lineamento (Hasui 2012).
4.Mesozoico: Formação do Gondwana e atuação da deformação rúptil no final do ciclo brasiliano.
5.Cenozoico: Configuração do relevo atual.

## Estrutural
O Lineamento Patos é subvertical e possui um trend  E-W, mas seus traçados são curvilíneos (Angelim et al. 2004a). O maior desvio está na porção oeste do Lineamento Patos, onde o traçado E-W ao norte passa para SW e ao sul volta a E-W, tendendo a se juntar ao Lineamento Pernambuco (Corsini et al. 1996). Esse traçado descreve um grande “S”, que na movimentação dextral configura uma curva convergente (restraining bend) gerando uma enorme estrutura de ejeção (push-up) ou dúplex com caráter de flor positiva. Essa estrutura envolve os domínios Orós-Jaguaribe e Granjeiro a noroeste e os domínios Cachoeirinha, Itaizinho e Icaiçara a sudoeste. Na larga faixa afetada, os conjuntos litológicos aparecem formando corpos justapostos lenticulares e sigmoides, separados por zonas de cisalhamento transcorrente e reversas. Tais conjuntos envolvem rochas arqueanas a neoproterozoicas, tendo sido essa estrutura gerada no fim do Ciclo Brasiliano. (Hasui 2012).

## Metamorfismo
O lineamento Patos  pode ser subdividido nos segmentos oriental , central e ocidental. Sendo que cada um dos domínios apresenta um diferente caráter metamórfico.
O segmento oriental é formado por milonitos na fácies xisto verde anfibolito que contornam a extremidade sul da Faixa Seridó, e segue na direção NE -SW margeando o batólito granítico Esperança antes de desaparecer sob sedimentos costeiros. 
O segmento central é caracterizado por intensa migatização . Idades U-Pb em zircão mostram que o metamorfismo de alto grau afetou gnaisses siderianos (2.3 - 2.5 Ga) cortados por ortognaisses riacianos (c. 2.2 Ga). A margem sul do segmento central compreende milonitos e filonitos de médio a baixo grau . Idades U-Pb em zircão do augen milonito Urtiga definem o intercepto inferior em c. 545 Ma , atribuído ao metamorfismo , e o superior em c. 2.2 Ga. 
O segmento ocidental é caracterizado por unidades imbricadas onde metapelitos e quartzitos da Formação Lavras da Mangabeira depositados no Neoproterozoico estão empurrados sobre o embasamento gnáissico-migmatítico. O embasamento compreende uma unidade setentrional consistindo de rochassiderianas e riacianas equivalentes as sequências de alto grau do domínio central, enquanto a unidade meridional compreende gnaisses bandados arqueanos (2.8 - 3.1 Ga) reunidos no Complexo Granjeiro.

## Recursos Minerais
Ao longo do lineamento, os domínios afetados sugerem áreas potenciais com uma variedade de recursos minerais no estado da Paraíba. O domínio Granjeiro possui calcários cristalinos e mármores lenticulares associados a rochas metassedimentares e metamáfico-ultramáficas. No limite entre o domínio Granjeiro e a antes chamada Faixa Piancó-Alto Brígida, dividida entre Domínio Cachoeirinha e Alto Pajeú, aparecem mineralizações de cobre e chumbo hospedadas em milonitos/cataclasitos do Lineamento Patos, e mineralizações de ouro em skarns e filões de quartzo controladas pelo lineamento. Já o limite do Domínio Granjeiro com a Faixa Seridó, apresentam skarns com scheelita no contato entre granitos intrusivos e rochas metassedimentares, vermiculita associadas à rochas da Formação Serra dos Quintos, e filões de quartzo com barita associadas a granitos. 
Nos Domínios Cachoeirinha, Itaizinho e Icaiçara, surgem calcário cristalino associados ao Complexo Piancó e formações ferríferas do Grupo Cachoeirinha, e ouro do tipo lode associados à zonas de cisalhamento transcorrentes da Zona Transversal.
O Domínio Alto Pajeú, apresenta calcários estratiformes do complexo São Caetano e Sertânia. No limite com o Domínio São José do Campestre as substâncias potenciais são estanho e berilo encontrados em pegmatitos neoproterozoicos encaixados em milonitos do Lineamento Patos. No Complexo Granítico Itapetim, há grande concentração do minério ouro.
Já o Domínio São José do Campestre possui potencial para Bentonita, associada a alteração hidrotermal de cinzas vulcânicas, que se encontra em uma cobertura cenozoica também presente no Domínio Alto Pajeú; e rochas ornamentais, sienogranitos e dioritos neoproterozóicos de cor preta e rosa.
O Domínio Orós Jaguaribe apresenta potencial também para calcário cristalino/marmore que estão associados ao Grupo Serra de São José.
Em Pernambuco, o Domínio Alto Pajeú possui potencial para ouro em veios de quartzo associados à zona de cisalhamento do Complexo São Caetano; Calcarios calcíticos puros e impuros e calcários calcíticos e dolomíticos; potencial para Ferro-Titânio de jazimentos de ilmenita e titanomagnetita na Suíte Maáfico-Ultramáfica Serrote das Pedras Pretas, e rochas ornamentais de corpos graníticos e sieníticos de cor rosa a cinza esverdeado.
O Domínio Cachoeirinha, no estado do Pernambuco, possui potencial para ferro em mineralizações stratabound em metassedimentos do Grupo Cachoeirinha, e ouro em veios de quartzo e em zonas de cisalhamento com anomalias geoquímicas em rochas do Complexo Salgueiro-Riacho Gravatá. 
Os usos potenciais para estas substâncias e minerais está o uso farmacêutico, como cerâmica, cal, corretivo de solo e na clarificação de açúcar para os calcários,  ourivesaria para o ouro e na metalurgia e indústria química para ferro e outros metais e pisos e revestimentos utilizados na construção civil para rochas ornamentais. 